# Шюнда
Шюнда или Шунды (чечен. Шуьнда) — село в Итум-Калинском районе Чеченской Республики. Входит в состав Моцкаройского сельского поселения.

## География
Село расположено на левом берегу реки Гешичу, к западу от районного центра Итум-Кали.
Ближайшие населённые пункты: на северо-востоке — Эльпаро и Эрстахо, на юго-востоке — Беки.

## История

### Период выселения
В 1944 году коренное население ЧИ АССР было выселено. После восстановления ЧИ АССР чеченцам было запрещено возвращаться в свои исконные районы: Галанчожский, Шатойский и Итум-Калинский.

## Население
| 2010 |
| ---- |
| 18   |